# 坦克 (电子游戏)

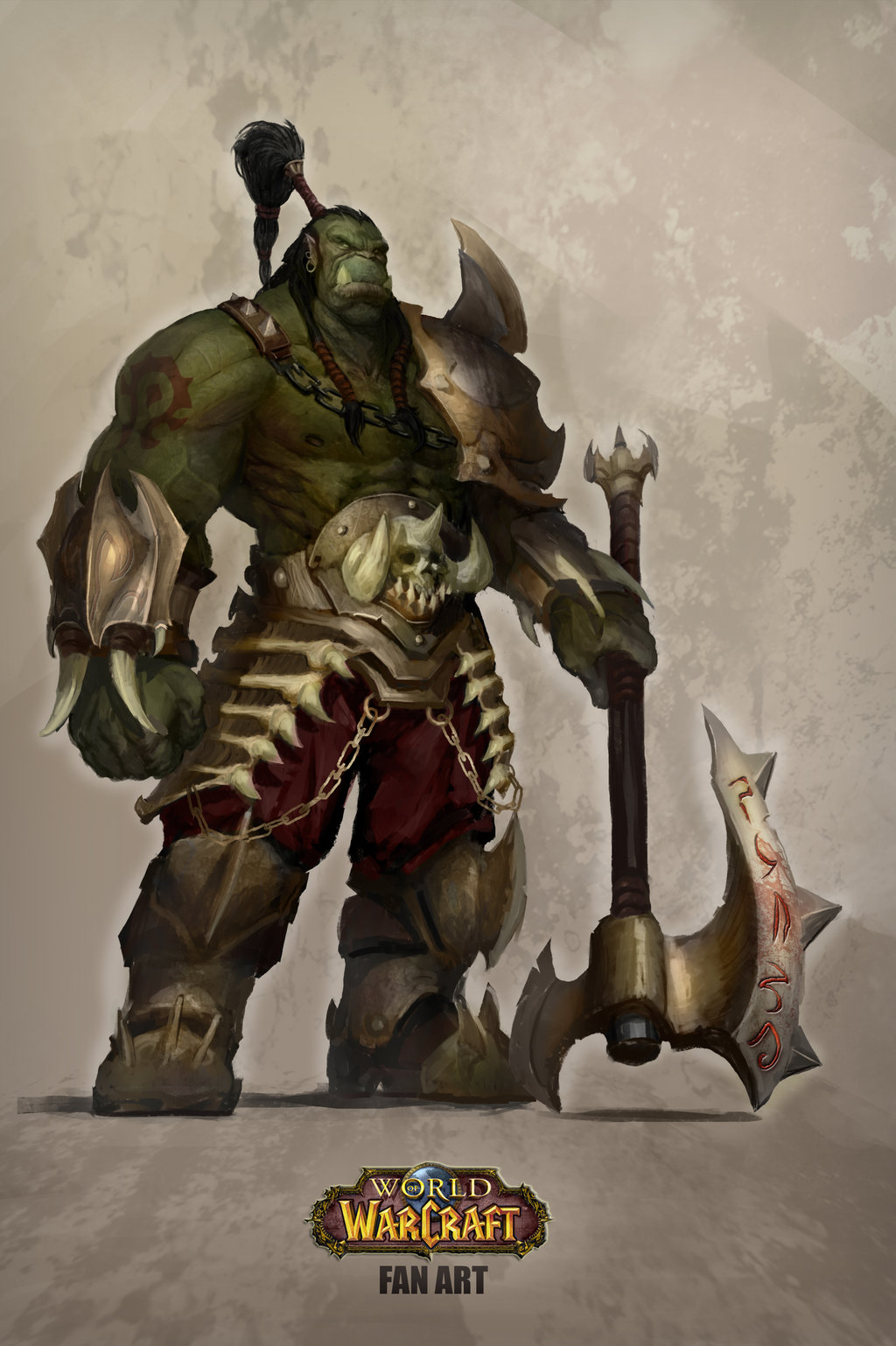
电子游戏《魔兽世界》中的兽人。

坦克（Tank），又称肉盾（meat shield），是电子游戏的一种角色类型（詳見電子遊戲術語列表）。在即时战略游戏、角色扮演游戏、格斗游戏和MUD中，坦克通过引离或吸引敌方攻击的方式，保护其他角色或单位。这类角色通常要顶住大量攻击，他们的生命值或防具通常很强，并由其他队员负责恢复。“坦克”的说法类似与现实世界中坦克的“步坦作战”，由坦克提供掩护，步兵等借助掩护来进攻。